# Tenebrón
Tenebrón – gmina w Hiszpanii, w prowincji Salamanka, w Kastylii i León, o powierzchni 40,06 km². W 2011 roku gmina liczyła 174 mieszkańców.